# Municipio de Clinton (condado de Franklin)
El municipio de Clinton (en inglés: Clinton Township) es un municipio ubicado en el condado de Franklin en el estado estadounidense de Ohio. En el año 2010 tenía una población de 4109 habitantes y una densidad poblacional de 1.100,97 personas por km².

## Geografía
El municipio de Clinton se encuentra ubicado en las coordenadas 40°2′58″N 82°57′29″O / 40.04944, -82.95806. Según la Oficina del Censo de los Estados Unidos, el municipio tiene una superficie total de 3.73 km², de la cual 3.72 km² corresponden a tierra firme y (0.28%) 0.01 km² es agua.

## Demografía
Según el censo de 2010, había 4109 personas residiendo en el municipio de Clinton. La densidad de población era de 1.100,97 hab./km². De los 4109 habitantes, el municipio de Clinton estaba compuesto por el 70.41% blancos, el 18.5% eran afroamericanos, el 0.24% eran amerindios, el 2.68% eran asiáticos, el 0.15% eran isleños del Pacífico, el 4.11% eran de otras razas y el 3.92% pertenecían a dos o más razas. Del total de la población el 8.32% eran hispanos o latinos de cualquier raza.